# Kormorany (zespół)
Kormorany – wrocławski zespół muzyczny znany z tworzenia muzyki do spektakli teatralnych, koncertów-happeningów oraz współpracy z grupami artystycznymi, takimi jak Pomarańczowa Alternatywa, LUXUS, czy Light Open Society. Uznawany za „legendę wrocławskiej awangardy muzycznej”.

## Skład
Skład Kormoranów (2025):
- Jacek „Tuńczyk” Fedorowicz
- Piotr „Blusmen” Jankowski
- Krzysztof „Konik” Konieczny
- Marcin Witkowski.

## Historia

### Początki
Przez pierwsze lata muzycy grali bez określonego składu osobowego i instrumentalnego. W tym czasie, oprócz grania koncertów dla elitarnej grupy znajomych, Kormorany angażowały się w performanse Pomarańczowej Alternatywy i grupy artystycznej LUXUS.
Od około 1988 roku Kormorany zaczęły wykształcać własny styl muzyczny, łączący elementy jazzu, rocka, muzyki klasycznej i współczesnej, bluesa, minimalizmu oraz muzyki eksperymentalnej. Ich koncerty odbywały się najczęściej poza tradycyjnymi salami koncertowymi, w przestrzeniach o charakterystycznej akustyce, takich jak hale fabryczne, schrony czy niedokończone budowle. Muzyka zespołu w tym okresie była w całości improwizowana.
W 1994 roku powstał film dokumentalny o Kormoranach „Przepompownia” w reżyserii Mirosława Spychalskiego.

### Muzyka teatralna
Od lat 90. XX wieku zespół rozpoczął regularną współpracę z teatrami, m.in. Kliniką Lalek i Teatrem TEOKA. W 1993 roku Kormorany zadebiutowały na scenie teatru dramatycznego, tworząc muzykę do spektaklu Historyja o chwalebnym zmartwychwstaniu pańskim Mikołaja z Wilkowiecka w reżyserii Piotra Cieplaka (Teatr Współczesny we Wrocławiu)”. Od tamtej pory zespół towarzyszył różnym reżyserom, komponując muzykę do spektakli (m.in. w teatrach we Wrocławiu, Legnicy, Warszawie, Gdańsku), a także do Teatru Telewizji (Historyja o chwalebnym zmartwychwstaniu pańskim, Człowiek, który był Czwartkiem) oraz na potrzeby filmu Warszawa.

## Dyskografia
- Teraz – zapis koncertu w teatrze Kalambur[4][11].
- Miasto – bootleg będący zapisem koncertu we wrocławskim klubie Rura[4].
- Majaki[4] – dwa albumy „La musica teatrale” (vol. 1 – pięciopłytowy i vol. 2 – dwupłytowy) – kompilacje utworów nagranych dla teatrów.
- La musica teatrale[12][13] – (vol.1 – pięciopłytowy i vol.2 – dwupłytowy) – kompilacje utworów nagranych dla teatrów[4].
- Lapis Lazuli[4] – najstarszy materiał nagrany na magnetofonach kasetowych, wydany po ponad 30 latach.